# Vladimir Nikolayevich Kokovtsov
Vladimir Nikolayevich Kokovtsov (tiếng Nga: Влади́мир Никола́евич Коко́вцов; 18 tháng 4 năm 1853 – 29 tháng 1 năm 1943) là một chính trị gia người Nga, ông giữ chức thủ tướng thứ tư của Đế quốc Nga từ năm 1911 đến năm 1914, dưới thời trị vì của Hoàng đế Nikolai II.